# 大原 (ふじみ野市)
大原（おおはら）は、埼玉県ふじみ野市の町名。現行行政地名は大原一丁目から大原二丁目。住居表示実施済み区域。郵便番号は356-0003。

## 世帯数と人口
2022年（令和4年）8月1日現在の世帯数と人口は以下の通りである。
| 町丁       | 世帯数    | 人口    |
| ---------- | --------- | ------- |
| 大原一丁目 | 1,024世帯 | 1,867人 |
| 大原二丁目 | 439世帯   | 880人   |
| 計         | 1,463世帯 | 2,747人 |

## 小・中学校の学区
市立小・中学校に通う場合、学区（校区）は以下の通りとなる。
| 丁目   | 番地                           | 小学校                   | 中学校                 |
| ------ | ------------------------------ | ------------------------ | ---------------------- |
| 一丁目 | 全域                           | ふじみ野市立上野台小学校 | ふじみ野市立葦原中学校 |
| 二丁目 | 1098番、1388番1、1735番1を除く | ふじみ野市立上野台小学校 | ふじみ野市立葦原中学校 |
| 二丁目 | 1098番、1388番1、1735番1       | ふじみ野市立元福小学校   | ふじみ野市立葦原中学校 |

## 交通

### 鉄道
町内に鉄道は敷設されていない。

### 道路
- 埼玉県道56号さいたまふじみ野所沢線（市役所通り）
- コミュニティ通り

## 施設
かつては地内にイトーヨーカ堂上福岡東店があった。現在は跡地にヤオコーふじみ野大原店が立地する。
- KDDI総合研究所
- 大原公園